# Charlie Heaton
Charlie Heaton est un acteur et musicien britannique, né le 6 février 1994 à Bridlington au Yorkshire de l'Est en Angleterre.

## Biographie
Charlie Heaton est né le 6 février 1994 à Bridlington, en Angleterre. Il a une sœur, Levi Heaton.

### Vie privée
Il a un fils, Archie Heaton, né en 2014, avec Akiko Matsuura (en), la chanteuse du groupe de musique alternative Comanechi.
Depuis juillet 2017, il est en couple avec l'actrice Natalia Dyer, rencontrée sur le tournage de Stranger Things.

## Carrière
Il a commencé sa carrière d'acteur, en 2015, dans les séries DCI Banks, Casualty et Les Enquêtes de Vera et les films Urban & the Shed Crew et L'Homme de Main : L'Ennemi Public #1
L'année suivante, il joue le rôle de Mark, un adolescent turbulent dans le drame As You Are, primé au Festival du film de Sundance de 2016, puis celui d'un inquiétant tétraplégique, aux côtés de Naomi Watts dans le thriller psychologique Oppression.
La même année, les frères Duffer le choisissent pour incarner Jonathan, le fils aîné de Joyce, incarné par Winona Ryder, dans la série Stranger Things, diffusée sur Netflix.
En 2017, il partage l'affiche avec Anya Taylor-Joy et George Mackay dans le film horrifique Le Secret des Marrowbone, du réalisateur espagnol Sergio G. Sánchez.
En 2020, après de nombreux reports, on le découvre dans Les Nouveaux Mutants, réalisé par Josh Boone, où il retrouve Anya Taylor-Joy.

## Filmographie

### Cinéma

#### Longs métrages
- 2015 : Urban & the Shed Crew de Candida Brady : Frank
- 2015 : L'Homme de Main : L'Ennemi Public #1 (Rise of the Footsoldier Part II) de Ricci Harnett : un dealer
- 2016 : Oppression de Farren Blackburn : Steven Portman
- 2016 : As You Are de Miles Joris-Peyrafitte : Mark
- 2017 : Le Secret des Marrowbone (El secreto de Marrowbone) de Sergio G. Sánchez : Billy Marrowbone
- 2020 : Les Nouveaux Mutants (New Mutants) de Josh Boone : Samuel « Sam » Guthrie / Rocket
- 2020 : No Future d'Andrew Irvine : Will

#### Court métrage
- 2015 : The Schoolboy de Paloma Lommel : Michael Stevens

### Télévision

#### Séries télévisées
- 2015 : DCI Banks : Gary McCready
- 2015 : Les Enquêtes de Vera (Vera) : Riley
- 2015 : Casualty : Luke Dickinson / Jason Waycott
- 2016 - présent : Stranger Things : Jonathan Byers

### Jeux vidéo
- 2016 : Dead By Daylight : Jonathan Byers